# スズキ・SP370
SP370（エスピーさんびゃくななじゅう）はスズキ株式会社（当時は鈴木自動車工業株式会社）が1978年に発売したデュアルパーパスモデルのオートバイ。

## 概要
1970年代後半に日本国内の二輪メーカー各社が4ストロークエンジン搭載モデルを市場投入する中、スズキの4ストロークロードモデルGSシリーズに引き続き投入された、同社初の4ストロークのオフロードタイプオートバイである。
本項では便宜的にデュアルパーパスタイプとして説明するが、本来同車はオフロードレースが駐留米軍によって日本国内で紹介され始めた時代に、「スクランブルレース」（ダートコースを軽量化しオフロード仕様に改造したロードレーサーモデルの市販車で競われた）で使われた「スクランブラー」と呼ばれる車体をモチーフにしており、その意味では後にオフロードマシンをベースにしたエンデューロマシンや、公道走行に対応させたデュアルパーパス、そこから更に舗装道路での走行を強化し用途を選ばないマルチパーパスマシンとはやや趣きを別とする車体である。
軽量な車体と中回転域のトルクの太さを武器に軽快でよく走ると当時の評価も高かったが、その独特のデザインやデュアル・パーパスモデルとしながらも、オン・オフどちらもつかずのスクランブラー的性格に加え、250ccクラスの軽二輪に対して車検制度の適用を受けるなどユーザーへのメリットが打ち出せず発売からわずか2年で国内販売打ち切りとなる。その後同社の4ストロークデュアルパーパスモデルは輸出モデルのSP370から派生したDR400/500などをきっかけとしたDRシリーズへと受け継がれる。なお、輸出用として保安部品を省略し、クローズドコースでの走行を主眼とした兄弟モデルDR370が存在する。

## 車両解説
空冷単気筒2バルブOHC 369cc（内径×行程：85.0mm × 65.2mm）に潤滑方式をウエットサンプとしたエンジンを持つ。スズキはそれまで軽量・ハイパワーで人気を博していた2ストロークのTS・ハスラーシリーズの後継車種としてSPを位置づけ、設計にあたっては徹底的な軽量化を目指した。アルミリムやアルミドリブンスプロケットの採用にはじまり、簡素化された電装系統やさらには当時のデュアル・パーパスモデルとしては珍しくハンドルのブリッジまでをも省略するなどの徹底ぶりであった。排気量の369ccも軽量化とパワーのバランスの産物であり、試作段階での400cc車両は369ccモデルより10kg重たくなった。その結果、乾燥重量は同時期の他社4ストモデルXT500の139kg、XL250(K)の140kgと比較してはるかに軽い123kgを達成した。

## 主要諸元
- バルブ機構：SOHC
- 内径×行程：85.0mm×65.2mm
- 総排気量：369cc
- 圧縮比：8.9
- 潤滑方式：ウエットサンプ、圧送式
- キャブレター：VM32SS
- 始動方式：プライマリーキック
- 1次減速比：3.086
- クラッチ：湿式多板
- 変速機：リターン式5段
- 変速比：1速(2.636)　2速(1.750)　3速(1.294)  4速(1.000)  5速(0.818)
- 2次減速比：2.800
- リアダンパー：5段負荷調整式
- キャスター：32°
- トレール：146mm
- タイヤサイズ：前／3.00-21-4PR  後／4.00-18-4PR
- フレーム：セミダブルクレードル
- エンジン点火方式：マグネット点火
- 乾燥重量：123kg
- ホイールベース：1,420mm
- 燃料タンク容量：8.5リッター
- オイル容量：1.6リッター